# Bandar Torkaman

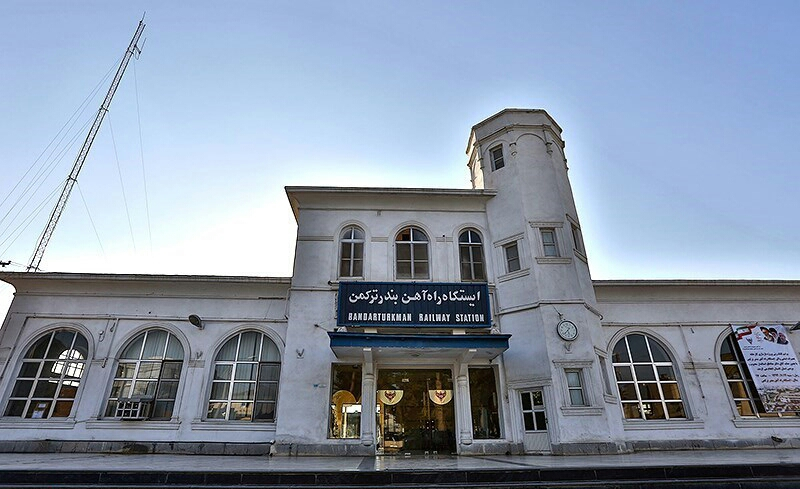
Treinstation van het toenmalige Bandar Shah

Bandar Torkaman is een stad in de provincie Golestan in Iran. De stad is de hoofdplaats van de sharestan Torkaman. Bij de census van 2016 telde de stad 53.970 inwoners.
Bandar Torkaman heette voor de Iraanse Revolutie van 1979 Bandar Shah. Het is een havenstad aan de Kaspische Zee, zo'n 375 km ten noordoosten van Teheran. Het in 1938 geopende treinstation van het toenmalige Bandar Shah is een van de originele stopplaatsen van de dat jaar voltooide Trans-Iraanse Spoorlijn.  Het was toen ook de noordelijke terminus van de lijn, waarbij ook goederen met de spoorlijn getransporteerd in Bandar Shah op schepen voor verder transport werden overgeladen. In 1960 werd de spoorlijn nog voorbij Bandar Torkaman doorgetrokken naar Gorgan.
In de omgeving van de stad is er massale katoenproductie. De helft van de Iraanse kaviaar (op zich al een van de wereldwijde marktleiders in productie) wordt "geoogst" in de haven van Bandar Torkaman na vangst van de wilde steur op de Kaspische Zee.